# Église Saint-Georges de Châtenois
L'église Saint-Georges est un monument historique situé à Châtenois, dans le département français du Bas-Rhin. 
Elle abrite notamment un orgue Silbermann de 1765, une croix de procession recouverte de nacre datée de 1763 et des tableaux polychromes en relief du XVIe siècle.

## Localisation
Ce bâtiment est situé rue de l'Église à Châtenois.

## Historique
L'édifice fait l'objet d'un classement au titre des monuments historiques depuis 1901.
L'édifice fait l'objet d'une inscription au titre des monuments historiques depuis 1932.
L'édifice fait l'objet d'une inscription au titre des monuments historiques depuis 1990.

## Architecture
L'église Saint-Georges a conservé son clocher roman à baies géminées. Son couronnement à quatre échauguettes d'angles date de 1530 et est entièrement réalisé en bois de châtaigniers. 
La nef et le chœur ont été construits en 1759 et présentent un ameublement pratiquement d'origine.

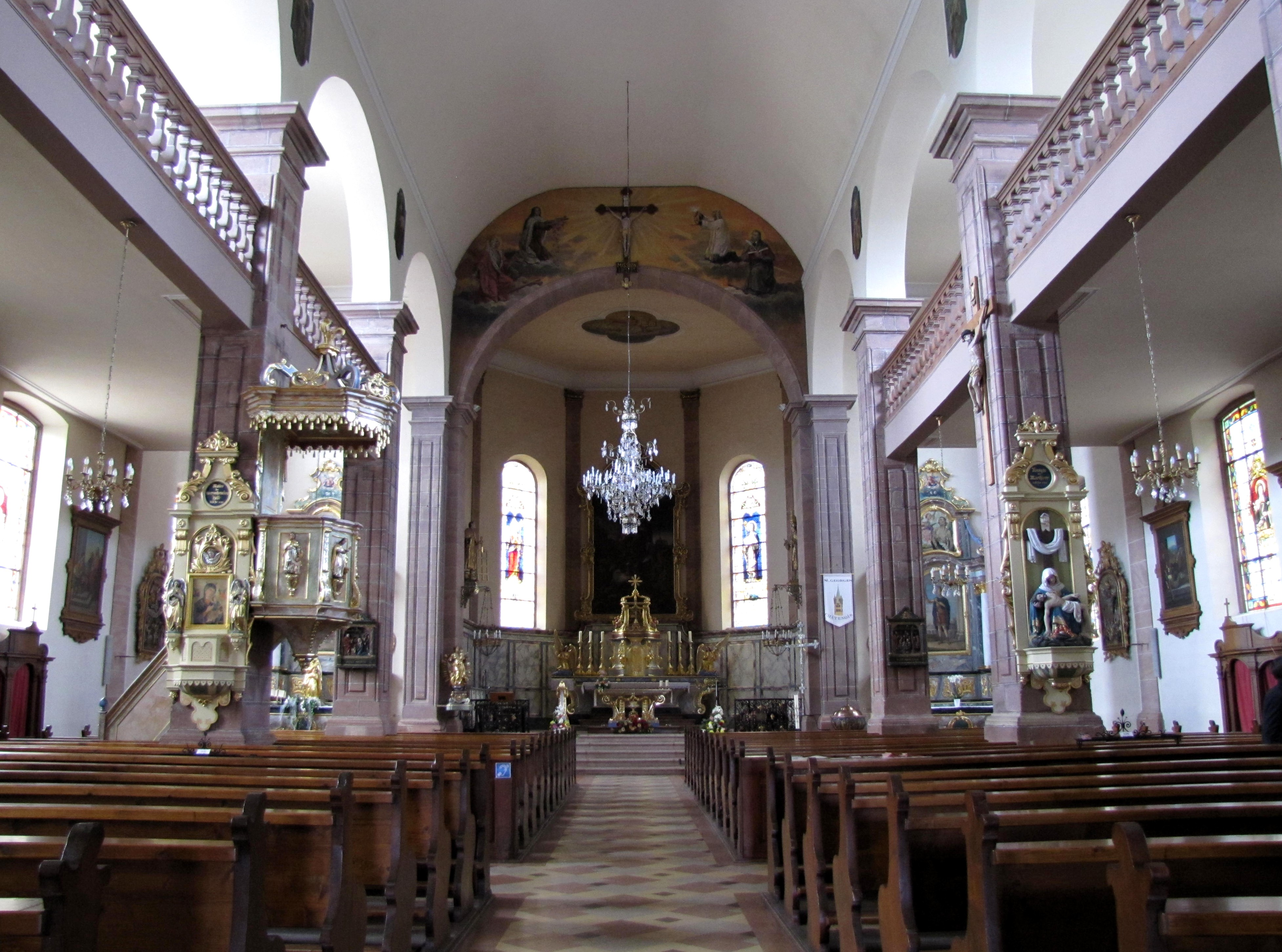
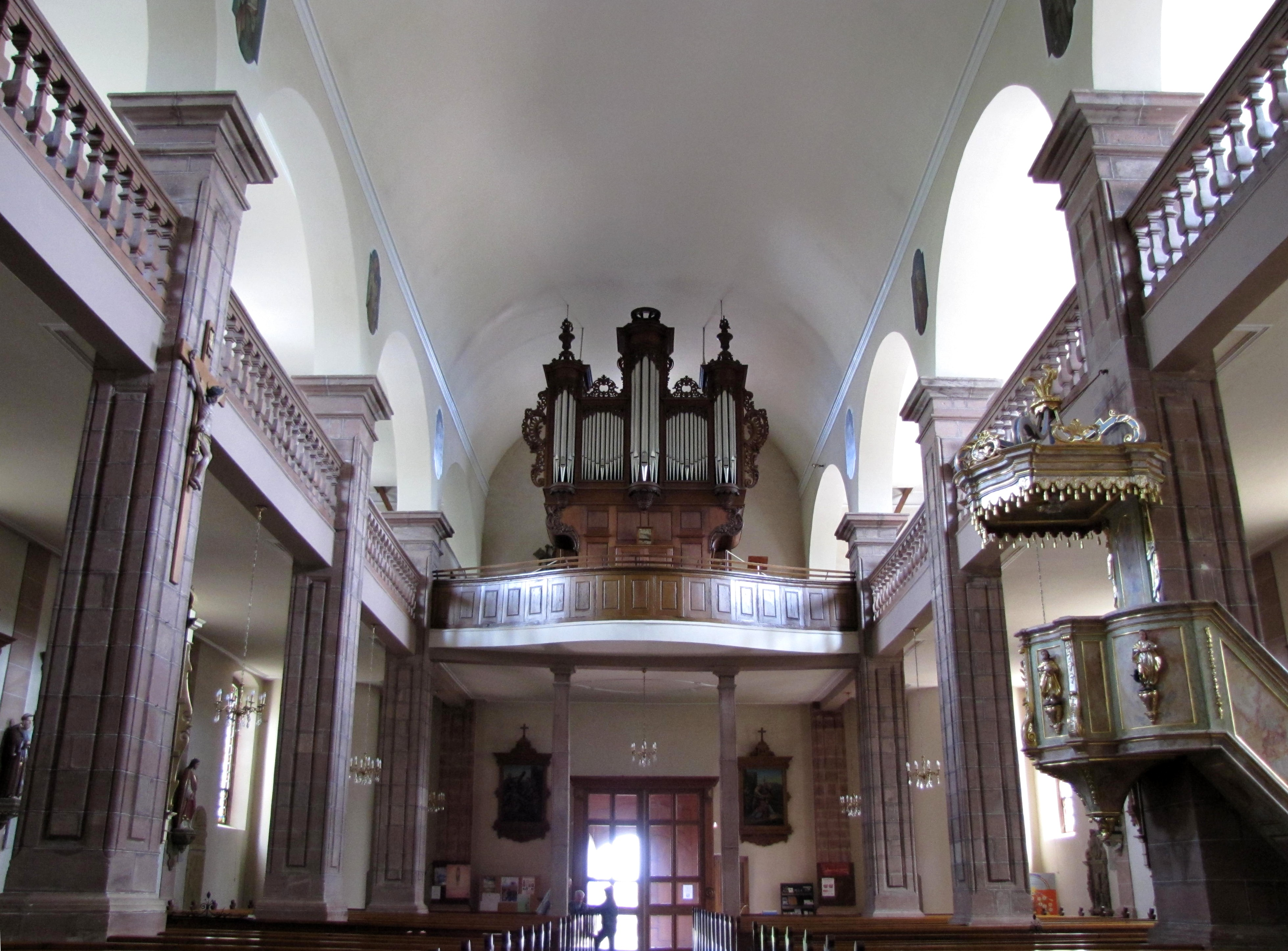
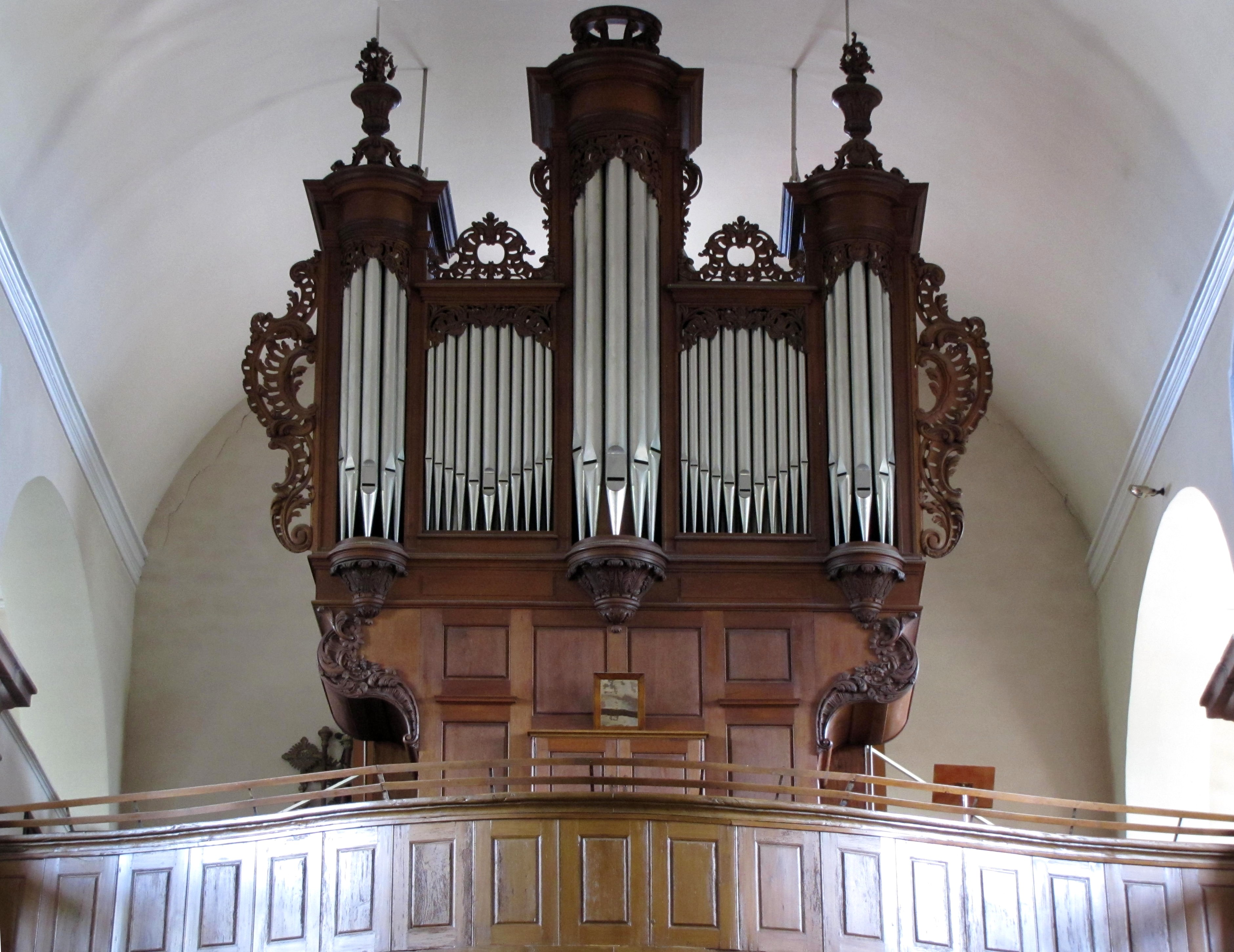
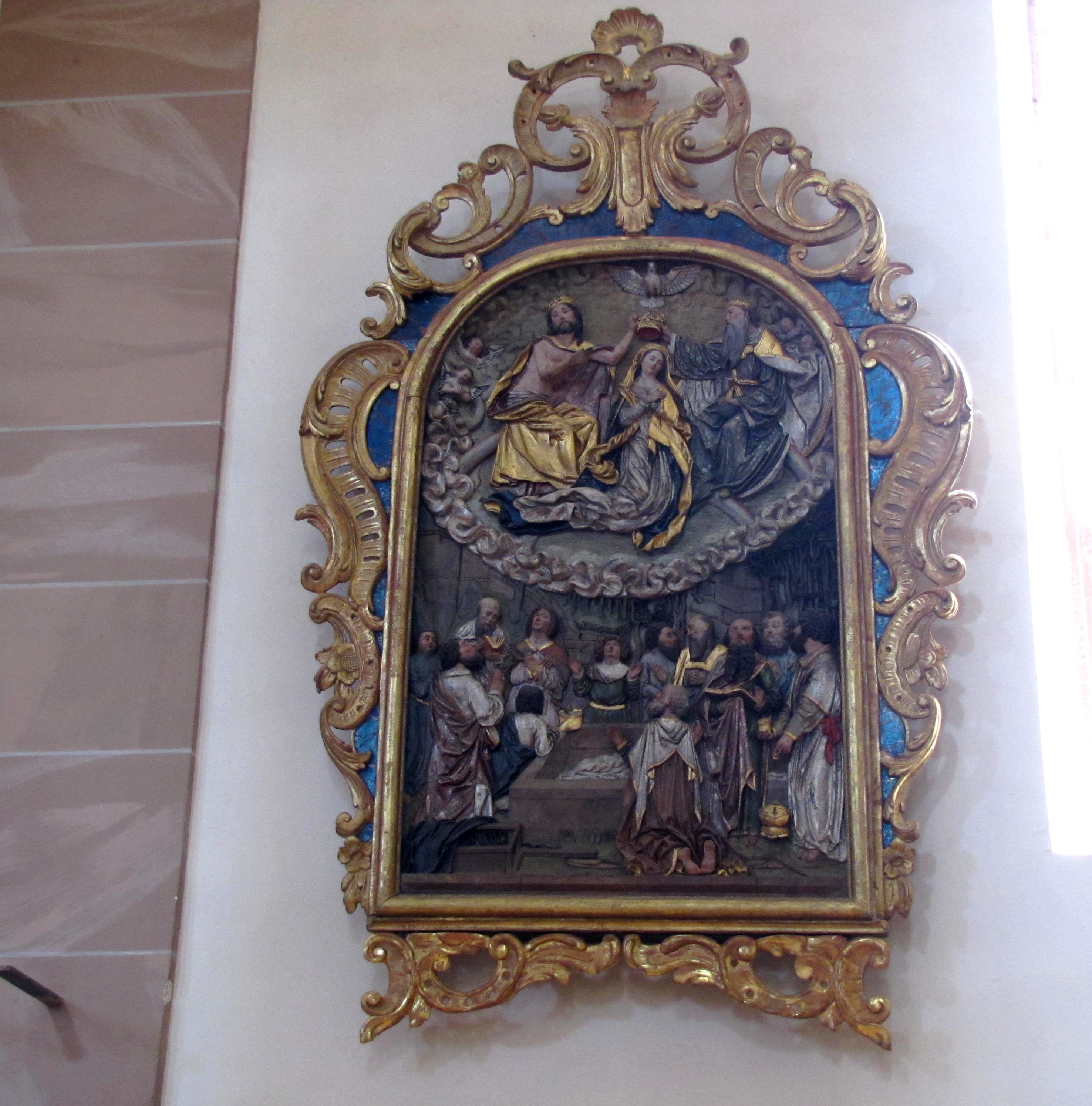